# Василевка (Волновахский район)
Василевка (укр. Василівка) — село на Украине, находится в Волновахском районе  Донецкой области.
Код КОАТУУ — 1421587203. Население по переписи 2001 года составляет 91 человек. Почтовый индекс — 85735. Телефонный код — 6244.

## Адрес местного совета
85735, Донецкая область, Волновахский р-н, с. Рыбинское, ул.50 лет Октября, 7